# إلتسه
التسه (بالألمانية: Elze) هي بلدة ألمانية تقع في ألمانيا في سكسونيا السفلى. يقدر عدد سكانها بـ 9,519 نسمة .

## أعلام
- يوهان هينريتش لويس كروغر
- كريستيان باور